# Democracia (paroisse civile)
Pour les articles homonymes, voir Democracia.
Democracia est l'une des huit paroisses civiles de la municipalité de Puerto Cabello dans l'État de Carabobo au Venezuela. Constituant l'une des six divisions territoriales de la ville de Puerto Cabello, cette paroisse paroisse civile a de facto pour capitale cette dernière.

## Géographie

### Démographie
Bien que Democracia constitue de facto l'un des quartiers de la ville de Puerto Cabello qui est sa capitale, elle est éloignée du centre de la ville et de fait centrée sur un vallon où se trouvent ses différentes localités :
- El Cambur
- El Castaño
- El Mamón
- La Pastora